# Klikovače
Klikovače este un sat din comuna Danilovgrad, Muntenegru. Conform datelor de la recensământul din 2003, localitatea are 288 de locuitori (la recensământul din 1991 erau 161 de locuitori).

## Demografie
În satul Klikovače locuiesc 206 persoane adulte, iar vârsta medie a populației este de 34,7 de ani (32,4 la bărbați și 37,1 la femei). În localitate sunt 82 de gospodării, iar numărul mediu de membri în gospodărie este de 3,51.
Populația localității este foarte eterogenă.
|  |

| Demografie | Demografie | Demografie |
| An         | Locuitori  | Locuitori  |
| ---------- | ---------- | ---------- |
|            |            |            |
|            |            |            |
|            |            |            |
|            |            |            |
| 1948       | 210        |            |
| 1953       | 203        |            |
| 1961       | 186        |            |
| 1971       | 185        |            |
| 1981       | 214        |            |
| 1991       | 161        | 161        |
| 2003       | 288        | 288        |

| \| Componența etnică conform recensământului din 2003[2] \| Componența etnică conform recensământului din 2003[2] \| Componența etnică conform recensământului din 2003[2] \| Componența etnică conform recensământului din 2003[2] \| Componența etnică conform recensământului din 2003[2] \| \| ----------------------------------------------------- \| ----------------------------------------------------- \| ----------------------------------------------------- \| ----------------------------------------------------- \| ----------------------------------------------------- \| \| \| \| \| \| \| \| Muntenegreni \| Muntenegreni \| \| 179 \| 62,15% \| \| Sârbi \| Sârbi \| \| 93 \| 32,29% \| \| Macedoneni \| Macedoneni \| \| 2 \| 0,69% \| \| Croați \| Croați \| \| 1 \| 0,34% \| \| Musulmani \| Musulmani \| \| 1 \| 0,34% \| \| necunoscută \| necunoscută \| \| 3 \| 1,04% \| |              |  |     |        |
| Componența etnică conform recensământului din 2003 |              |  |     |        |
| |              |  |     |        |
| Muntenegreni | Muntenegreni |  | 179 | 62,15% |
| Sârbi | Sârbi        |  | 93  | 32,29% |
| Macedoneni | Macedoneni   |  | 2   | 0,69%  |
| Croați | Croați       |  | 1   | 0,34%  |
| Musulmani | Musulmani    |  | 1   | 0,34%  |
| necunoscută | necunoscută  |  | 3   | 1,04%  |